# Forficula lesnei
Espèce

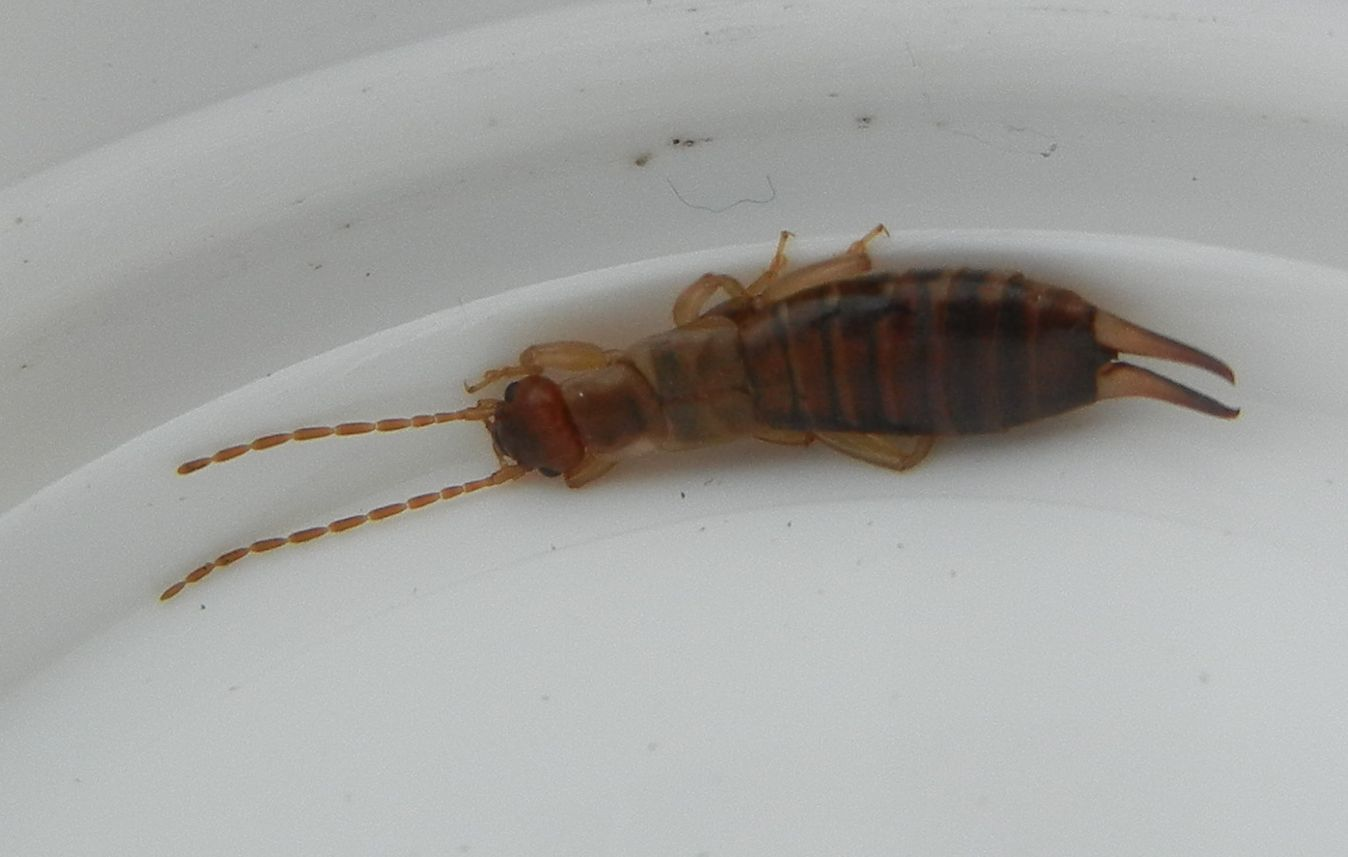
Forficula lesnei

Forficula lesnei est une espèce de dermaptères de la famille des Forficulidae.